# Азе (Лоар и Шер)
Азе (фр. Azé) насеље је и општина у централној Француској у региону Центар (регион), у департману Лоар и Шер која припада префектури Вандом.
По подацима из 2011. године у општини је живело 1122 становника, а густина насељености је износила 35,14 становника/km². Општина се простире на површини од 31,93 km². Налази се на средњој надморској висини од 81 метар (максималној 154 m, а минималној 80 m).

## Демографија
| 1962. | 1968. | 1975. | 1982. | 1990. | 1999. | 2011. |
| ----- | ----- | ----- | ----- | ----- | ----- | ----- |
| 683   | 714   | 675   | 662   | 820   | 985   | 1.122 |

График промене броја становника у току последњих година